# 背振山分屯基地
座標: 北緯33度25分32秒 東経130度22分38秒 / 北緯33.42556度 東経130.37722度

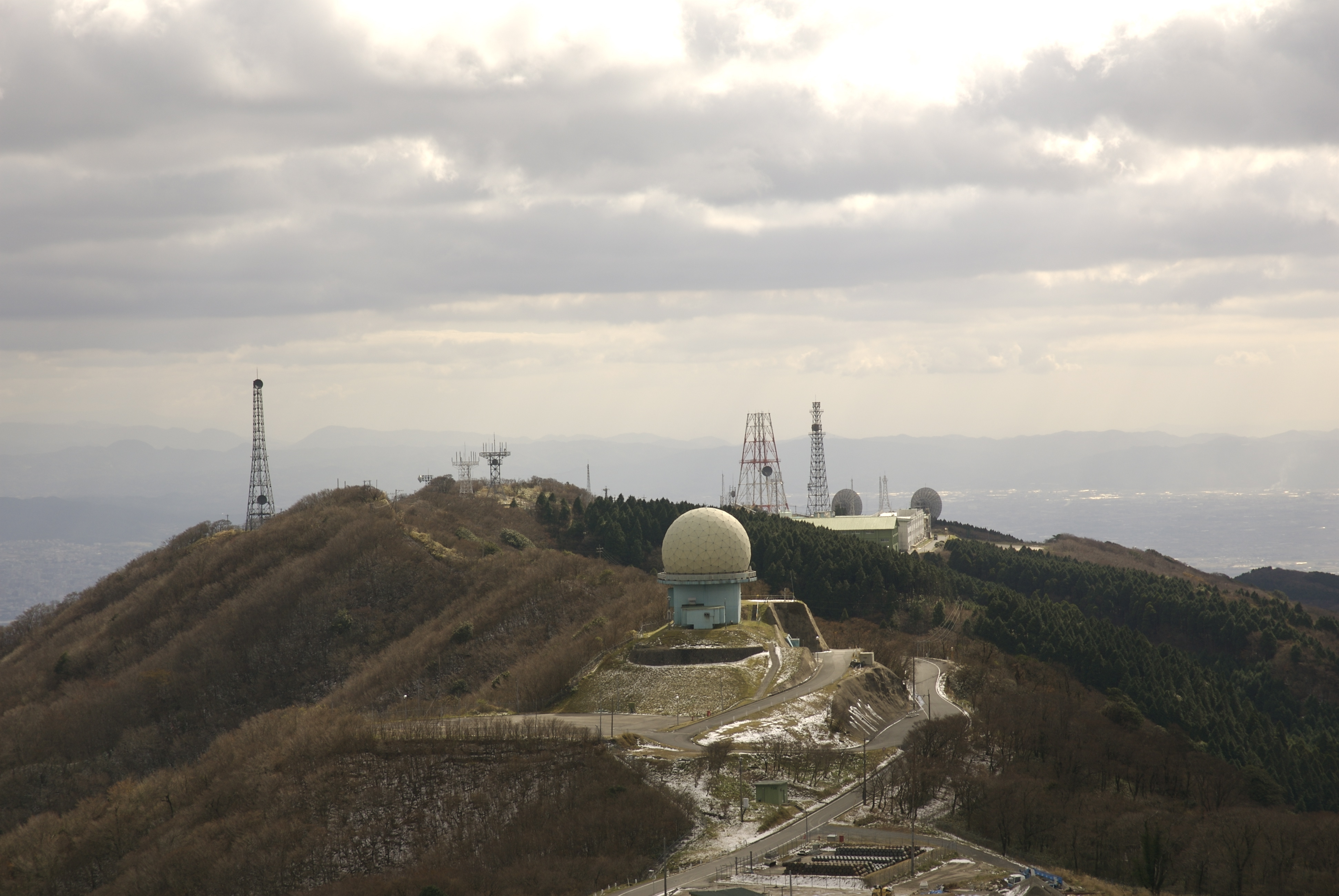
背振山分屯基地の遠景
（脊振山山頂より）

背振山分屯基地（せふりやまぶんとんきち、JASDF Sefurisan Sub Base）とは、佐賀県神埼市に所在し、第43警戒隊等が配置されている航空自衛隊春日基地の分屯基地である。脊振山山頂部にある。
分屯基地司令は、第43警戒隊長が兼務。
第二次世界大戦後、日本に進駐した米軍が、朝鮮半島に面する脊振山の好立地を生かし、レーダーおよび通信設備を設置したのがはじまり。
なお、山名の一般的な表記は「脊振山」だが、基地名は「背振山」が正式な表記である。

## 配置部隊

### 西部航空方面隊隷下
- 西部航空警戒管制団
  - 第43警戒隊
- 西部高射群
  - 指揮所運用隊 背振山中継班

### 作戦情報隊隷下
- 電波情報収集群
  - 第4収集隊

### 情報本部隷下
- 太刀洗通信所
  - 背振山分室

## 沿革
- 2016年（平成28年）3月31日 - 基地内の6カ所に分散する在日米軍「背振山通信施設」約1.36haが国に返還されたため、用地を基地に組み込む[4]。
- 2021年（令和03年）7月1日 - 第43警戒群が第43警戒隊に改編[5]。

## 関連画像

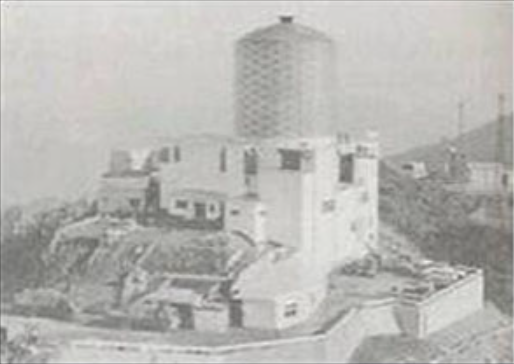
J/FPS-1運用開始 （1975年6月）
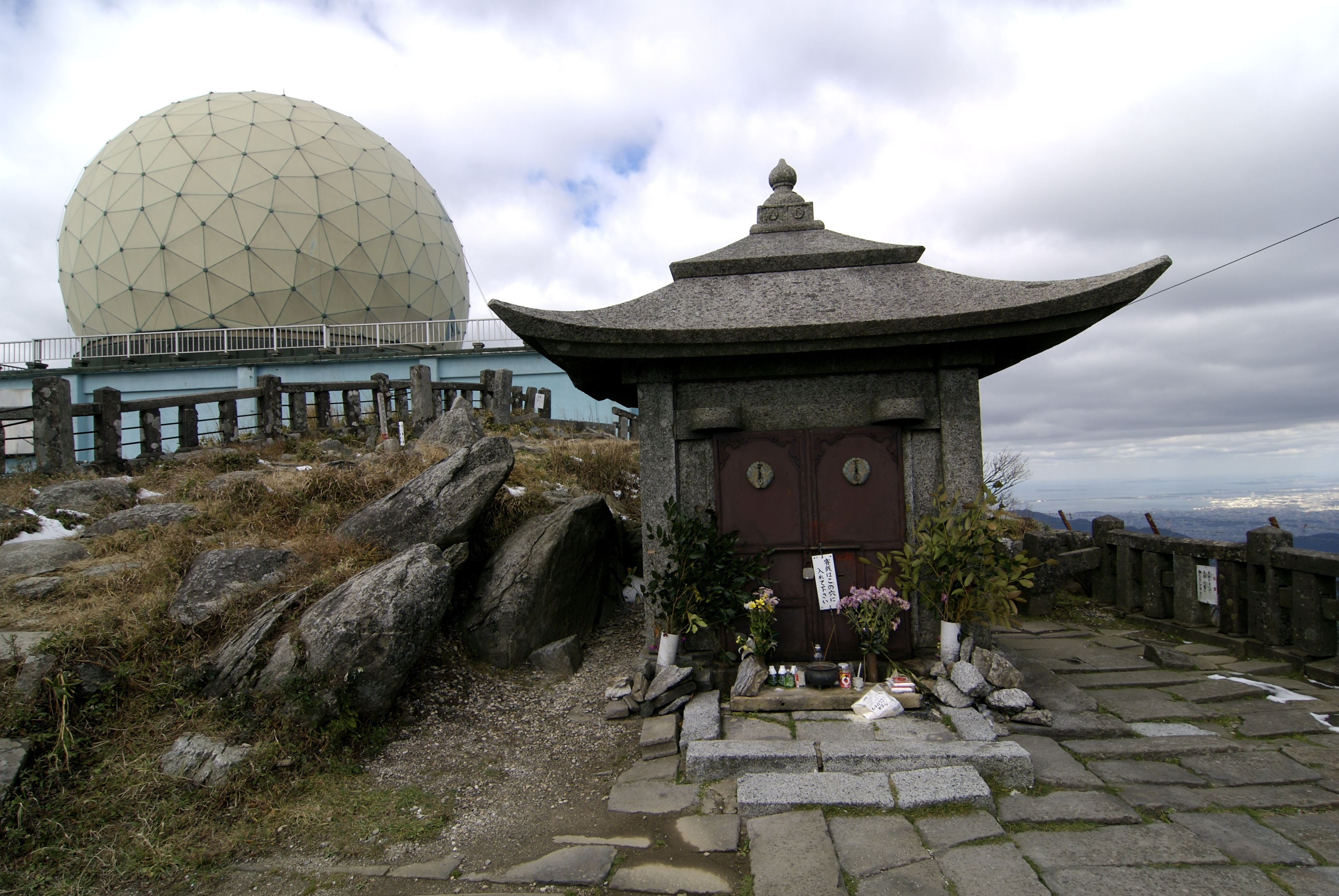
脊振山山頂にある脊振神社上宮と対空レーダー ※脊振山山頂と脊振神社上宮は一般人の立ち入りが可能
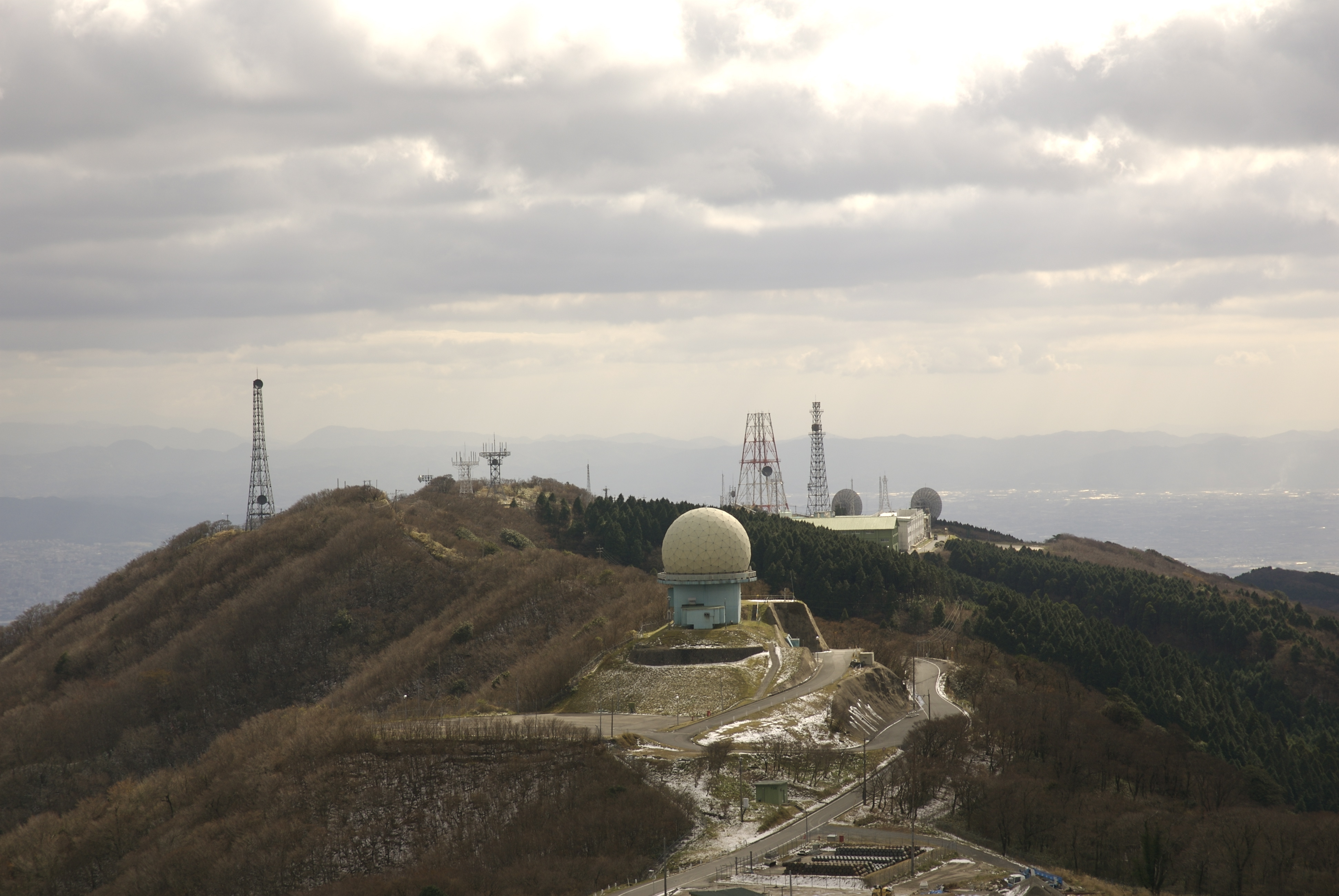
背振山分屯基地の遠景 （脊振山山頂より）
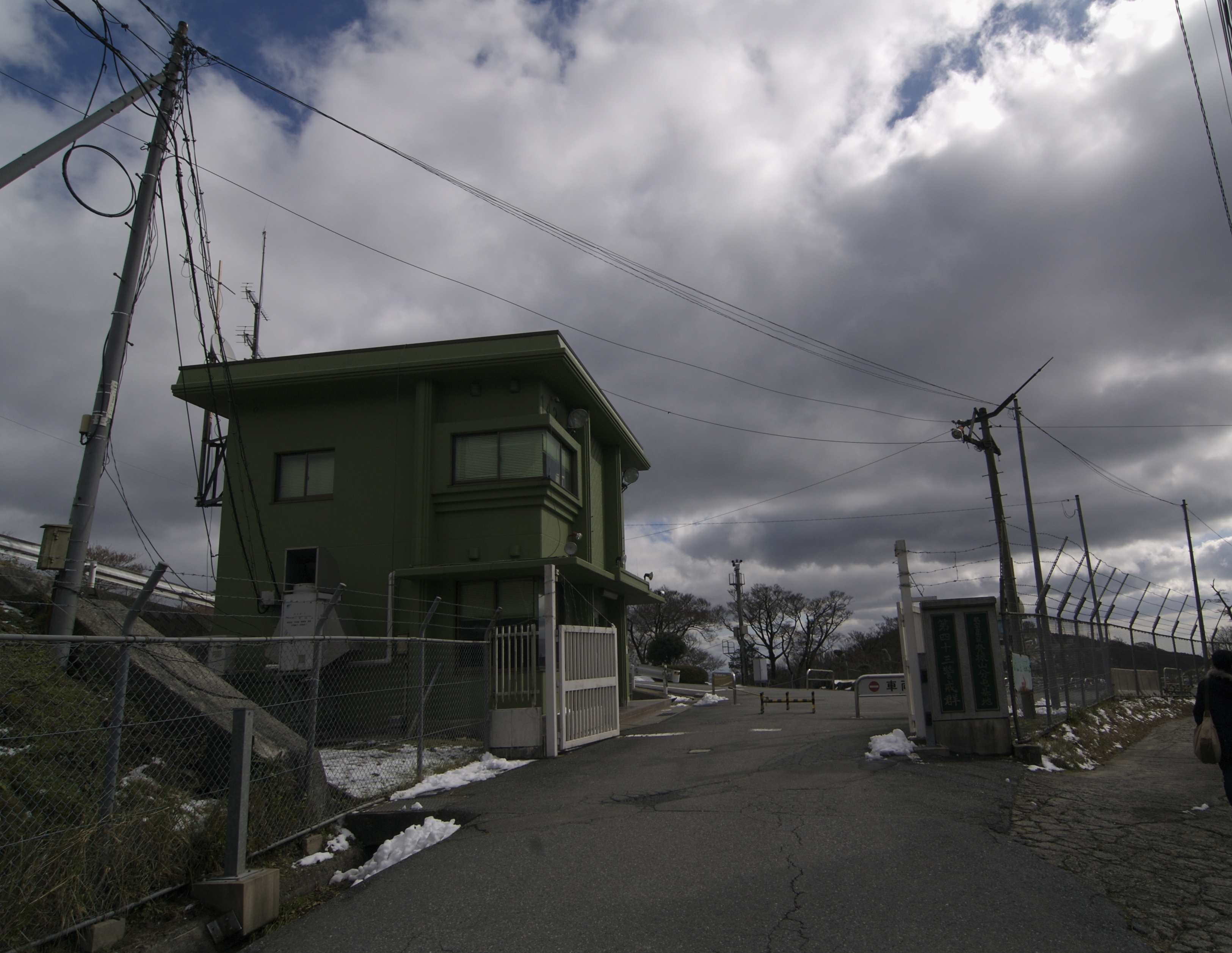
背振山分屯基地の正門
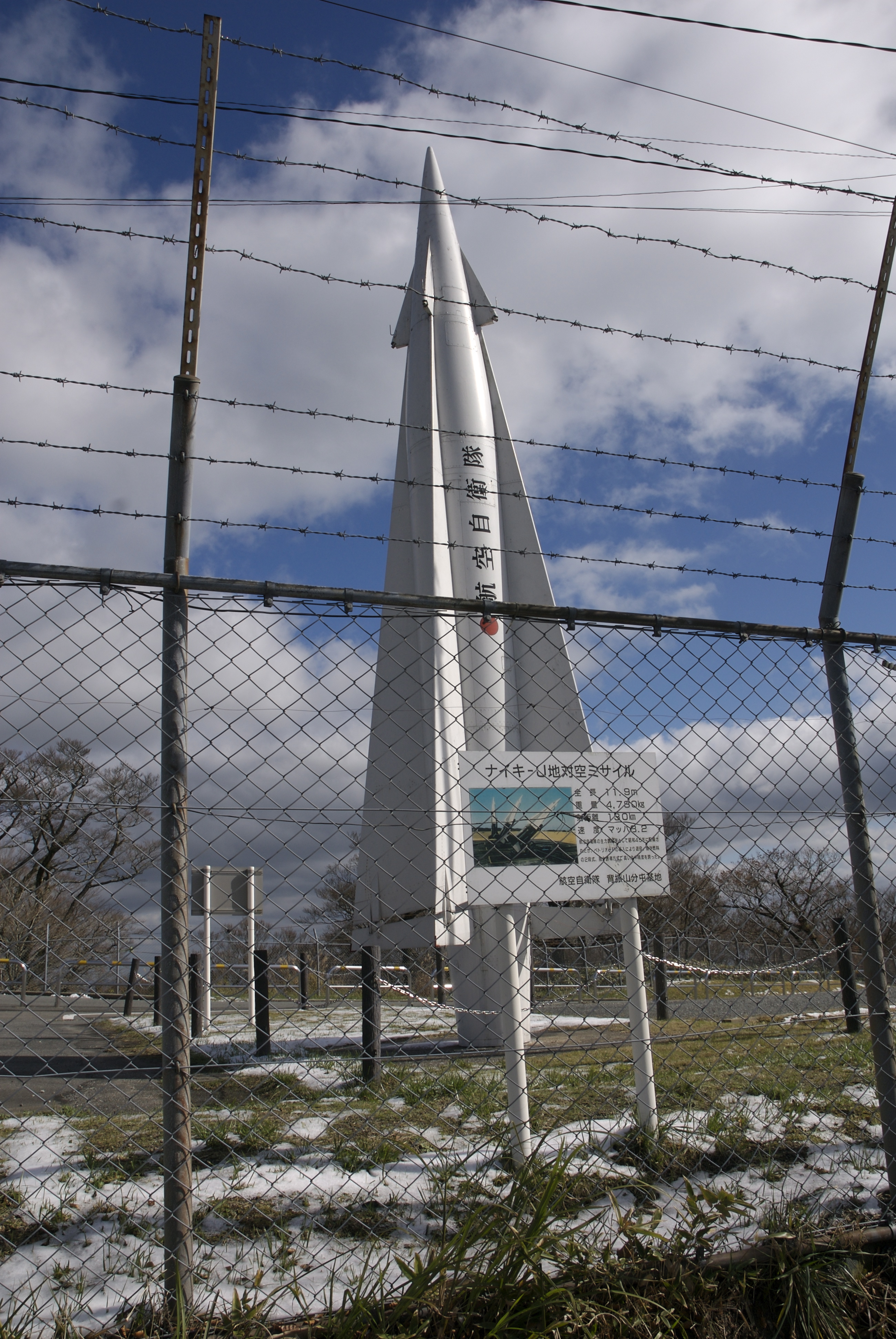
背振山分屯基地のナイキ対空ミサイル